# نپولیان (داکوتای شمالی)
نپولیان(به انگلیسی: Napoleon) شهری در ایالت داکوتای شمالی کشور ایالات متحده آمریکا است که جمعیت آن در سرشماری سال ۲۰۱۰ میلادی، ۷۹۲ نفر بوده‌است.